# Alberto Castillo (beisbolista)
Alberto Terrero Castillo (nacido el 10 de febrero de 1970 en San Juan) es un ex receptor dominicano que jugó en las Grandes Ligas de Béisbol. De 1995 a 2007, Castillo jugó para los Mets de Nueva York (1995-1998), Cardenales de San Luis (1999), Azulejos de Toronto (2000-2001), Gigantes de San Francisco (2003), Reales de Kansas City (2004-2005), Atléticos de Oakland (2005), y Orioles de Baltimore (2007).
En una carrera de doce temporada, Castillo ha publicado un promedio de bateo de .220 con 12 jonrones y 101 carreras impulsadas en 418 partidos jugados. Su más larga permanencia en un equipo fue con los New York Mets, en el cual jugó por cuatro temporadas.
Durante su tiempo con los Mets, Castillo ayudó a finalizar uno de los partidos sin anotaciones más extremadamente largos de un opening day en la historia de las Grandes Ligas. El 31 de marzo de 1998, Castillo bateó un sencillo al jardín derecho, con dos outs, como bateador emergente con las bases llenas en la parte inferior de la 14.ª entrada para ayudar a los Mets a vencer a sus rivales divisionales los Filis de Filadelfia 1-0 en el Shea Stadium.
Firmado por los Nacionales de Washington el 13 de diciembre de 2005, Castillo jugó la temporada 2006 con el equipo de Triple-A New Orleans Zephyrs. Terminó la temporada con los Zephyrs con un promedio de bateo de .268 y 30 carreras impulsadas. Castillo fue uno de los receptores en el equipo dominicano del primer Clásico Mundial de Béisbol 2006.
La organización de los Medias Rojas de Boston lo firmó con un contrato de ligas menores el 20 de diciembre de 2006, y lo invitaron a participar en el spring training de 2007.
El 27 de marzo de 2007, los Medias Rojas lo cambiaron a los Orioles de Baltimore por el jardinero de ligas menores Cory Keylor.
Fue utilizado en la temporada 2007 por los Orioles para sustituir al receptor lesionado Ramón Hernández en dos ocasiones y fue designado para asignación dos veces después del regreso de Hernández. Castillo se convirtió en agente libre de ligas menores después de la temporada. Castillo fue el capitán del equipo dominicana en la Serie del Caribe 2007.
El 14 de febrero de 2008, Castillo firmó un contrato de ligas menores con los Astros de Houston y fue invitado al spring training. Después de pasar el spring training con los Astros, Castillo fue degradado el 24 de marzo a las menores y más tarde fue dejado libre.
El 3 de julio de 2008, Castillo firmó con los Camden Riversharks de la Liga del Atlántico. En 2009, jugó para los Newark Bears, antes de ser canjeado a sus rivales los Long Island Ducks el 6 de julio.
En 2011, Castillo fue anunciado como mánager del equipo de los Mets en la Dominican Summer League.